# Eriksbergs naturreservat
Eriksberg är sedan 1976 ett naturreservat i Karlshamns kommun i Blekinge. Det är beläget vid kusten nära Åryd. Reservatet Eriksberg består av 925 inhägnade hektar och är därmed Nordens största safaripark. Området består av två uddar, västra och östra udden, mellan Mahraviken och ön Dragsö.

## Historik
Eriksberg var tidigare en by som hette Mara (även stavat Mahra). Gården har haft en lång rad ägare. Den släkt som ägt gården längst är Wästfelt, som förvärvade gården 1695, varefter den fick status som säteri och herrgård. Mara stannade i den Wästfeltska släktens ägo i runt 60 år.
År 1758 övertogs Mara av domprosten och professorn Jonas Wåhlin (1699-1777) i Lund. Wåhlin sålde snart vidare gården till greve Eric Ruuth, som gav den dess nuvarande namn och flyttade över sina säterirättigheter från Finland till Eriksberg. Senare ägdes Eriksberg bland annat av kaptenen greve Carl Tage Mörner af Morlanda (1794-1851).
Förutom jordbruk har det på Eriksberg funnits båtbyggeri, tegelbruk och stenhuggeri. Den tyske stenhuggeridisponenten och konsuln Frans Hermann Julius Wolff (1822-1886) öppnade det första stenhuggeriet på Dragsö 1853 och kom så småningom att sysselsätta 2 500 stenhuggare i Blekinge län, varav 100 var anställda i Åryd.
År 1938 köptes Eriksberg av zoologen, författaren och naturfotografen Bengt Berg (1885-1967). Han ägnade sig åt forskning på kronhjort, köpte ut torparna och lät hägna in området. Han införde även kanadagåsen till Sverige. Berg fick ett statligt bidrag på 200 000 kronor för sin forskning, med villkor bland annat att området skulle vara öppet för allmänheten under vissa tider, varför Berg anordnade guidade turer i området.
Bergs förhållande till lokalbefolkningen var inte problemfritt; vissa ansåg att han "slängde ut" torparna från området; i själva verket köpte han ut dem från egendomar, som det var svårt att överleva på.
Efter Bengt Bergs död 1967 övertog sonen Iens Illum Berg (1935–2012, far till Natasha Illum Berg) Eriksberg. Han sålde 1987 Eriksberg till Alexander Wendt. Under Wendts tid som ägare blev Eriksberg en safaripark.
År 1996 såldes Eriksberg till Stiftelsen Skogssällskapet, som sålde det vidare till Rune Andersson år 2007. Efter omfattande renoveringar och tillbyggnader slog blixten ner på Eriksbergs herrgård sommaren 2010, vilket ledde till att flera hus brann ner. Byggnaderna återuppfördes.
Eriksberg drivs numera som en hotell och safaripark där det även finns konferenslokaler och utställningar. Djuren på Eriksberg är bland annat vildsvin, kronhjort, dovhjort, visent, mufflon och davidshjort. Hotell, restaurang och konferens har öppet året runt. När safariparken är öppen sker besök i egen bil eller buss på den väg som går genom området, slingan är cirka 10 km. På några platser får man gå ur bilen, vid utsiktsplatsen Utsikten med utsikt mot Dragsö, vid gården samt vid torpet Kyrkesta.

## Visenter
Iens Illum Berg införde under sin tid som ägare visenter i området, som 1976 blev naturreservat. År 2017 fanns i Eriksbergs Vilt- och Naturpark 55 visenter i ett stort vilthägn. Eriksberg och Avesta visentpark har fungerat som de största svenska avelsstationerna för visenter och medverkat i utplacering av visenter andra viltreservat och i frihet, bland annat i Kaukasus i Ryssland.

## Bildgalleri

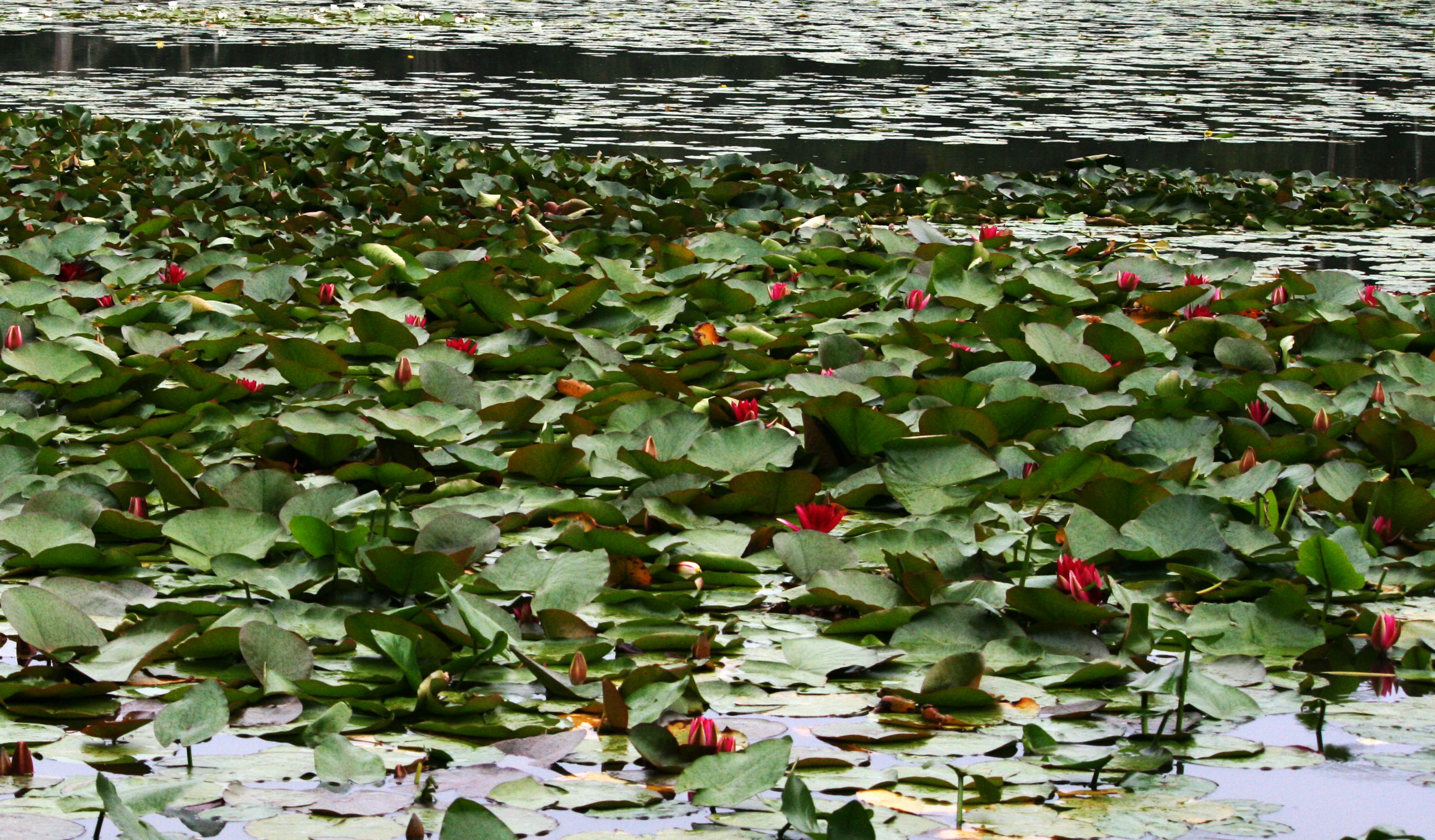
Röd näckros i Färsksjön.
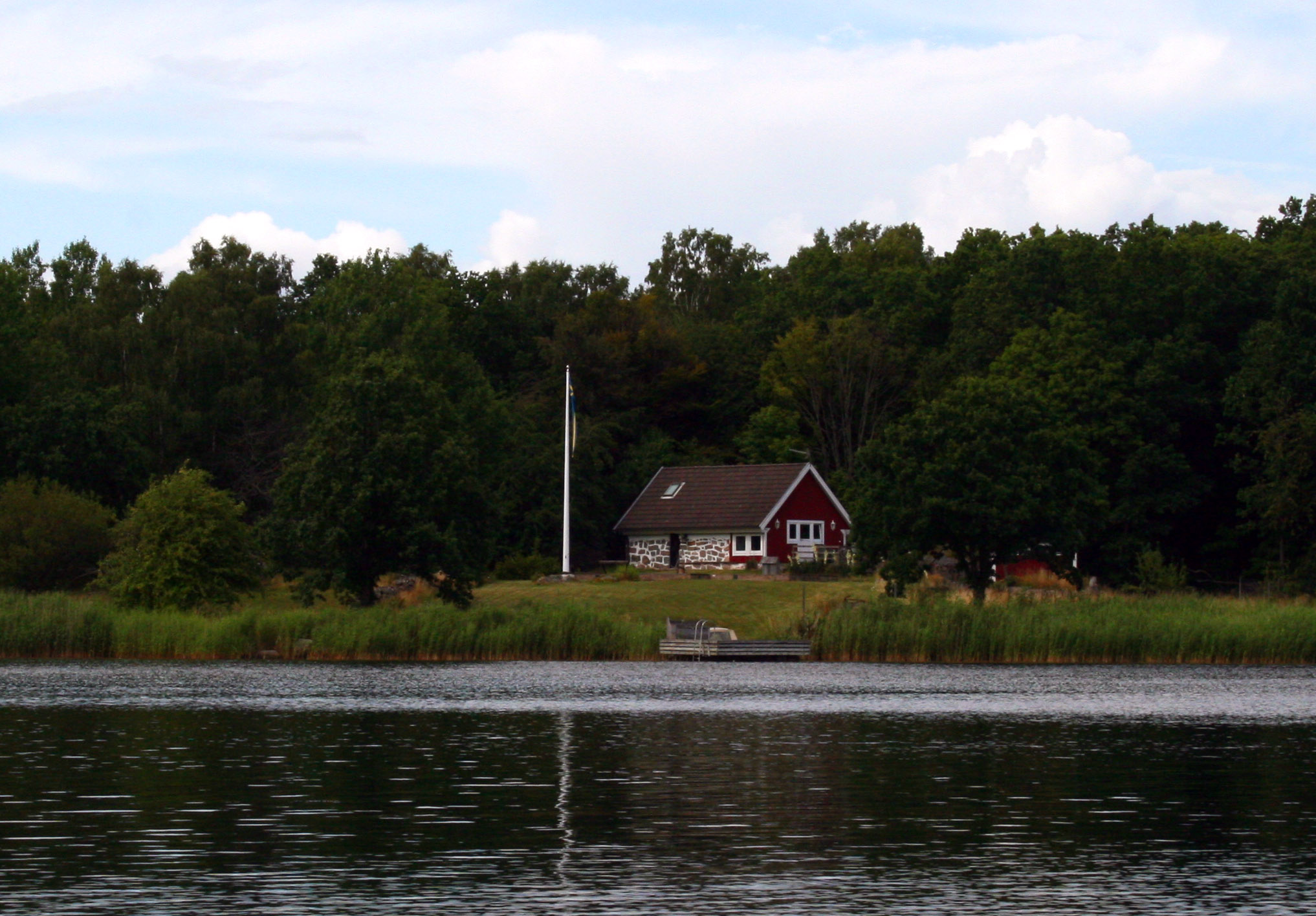
Ett hus på Eriksberg, utanför stängslet som inhägnar naturreservatet.
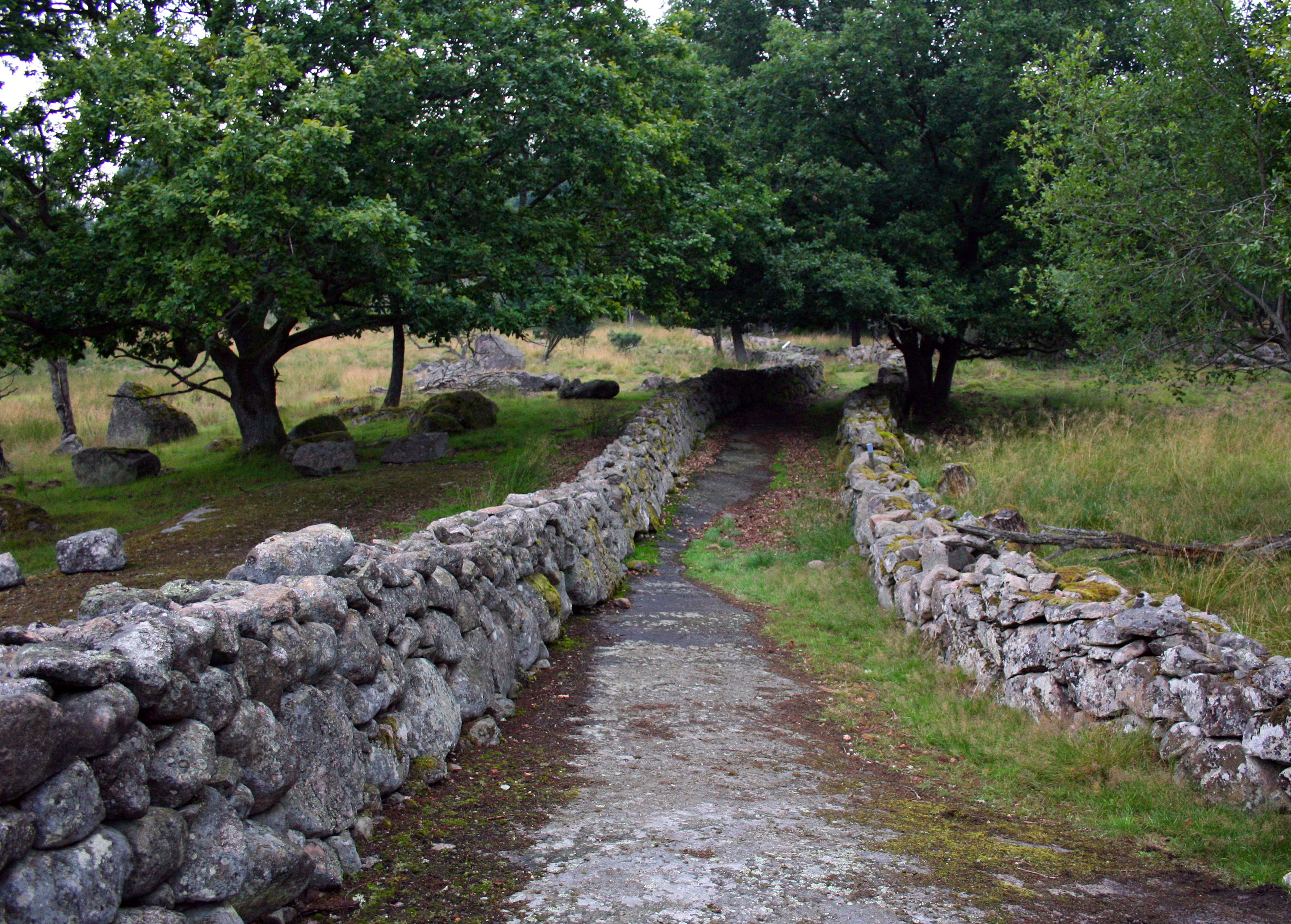
En fägata vid torpet Kyrkesta.
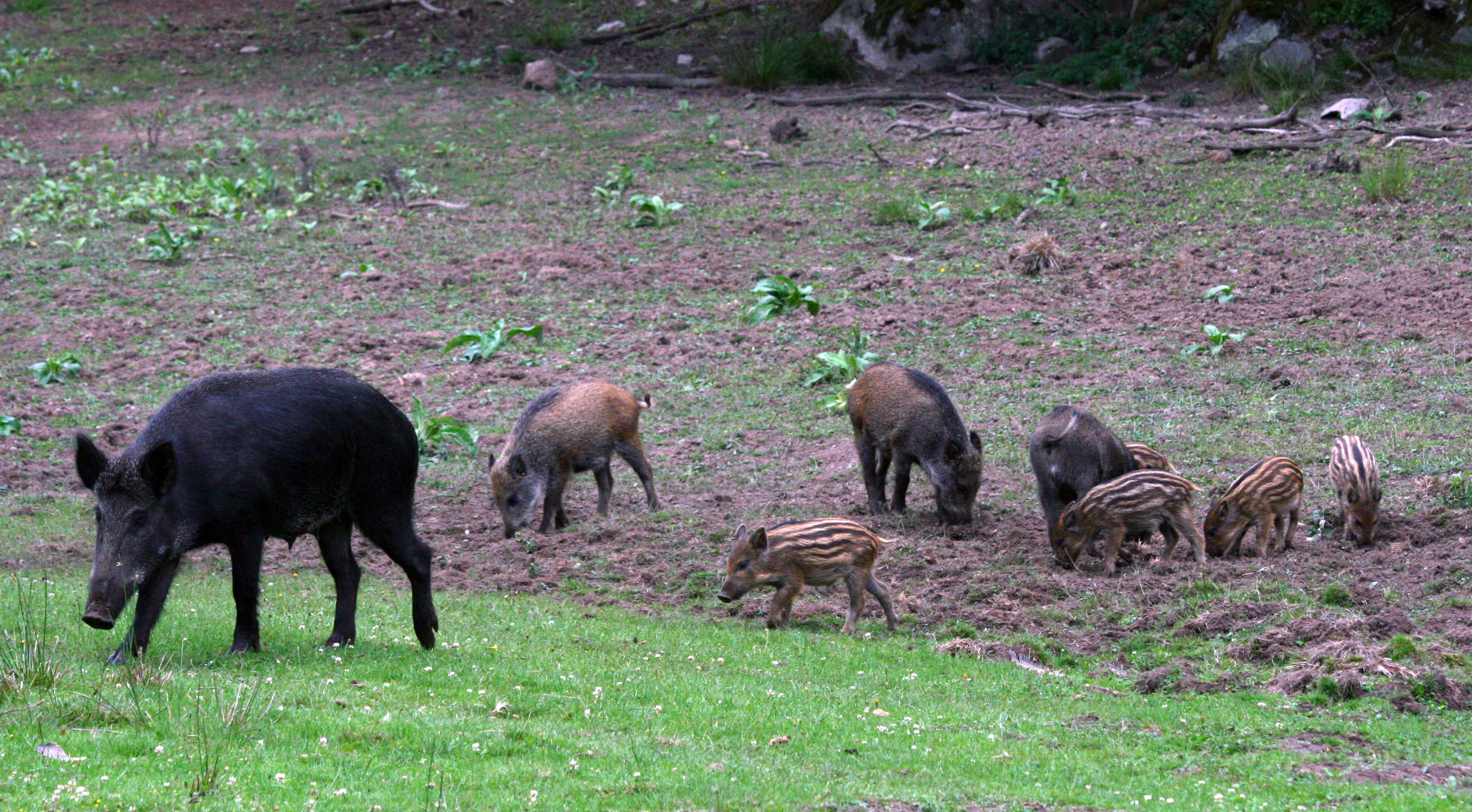
Vildsvin
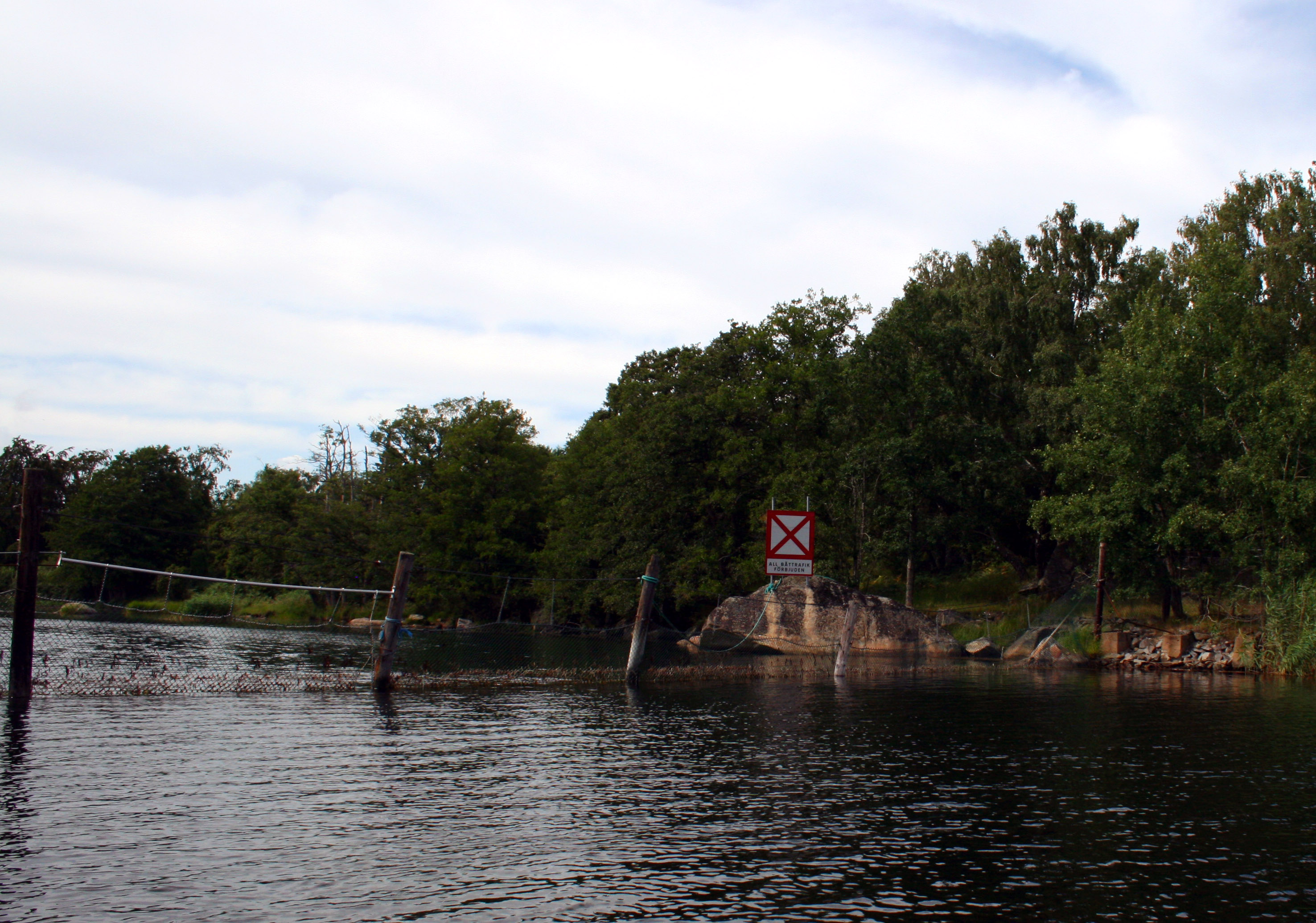
Stängslet som inghägnar Eriksberg går mellan fastlandet och Dragsö.